# Warvillers
Warvillers és un municipi francès situat al departament del Somme i a la regió dels Alts de França. L'any 2007 tenia 121 habitants.

## Demografia

### Població

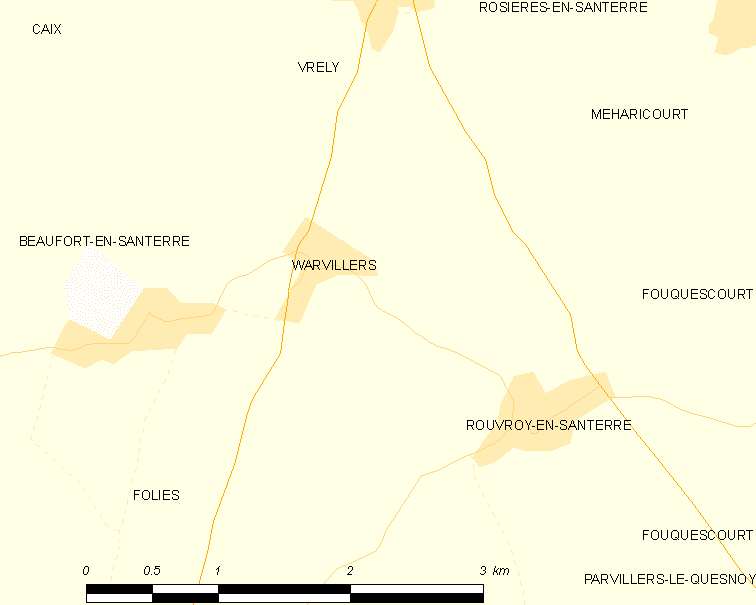

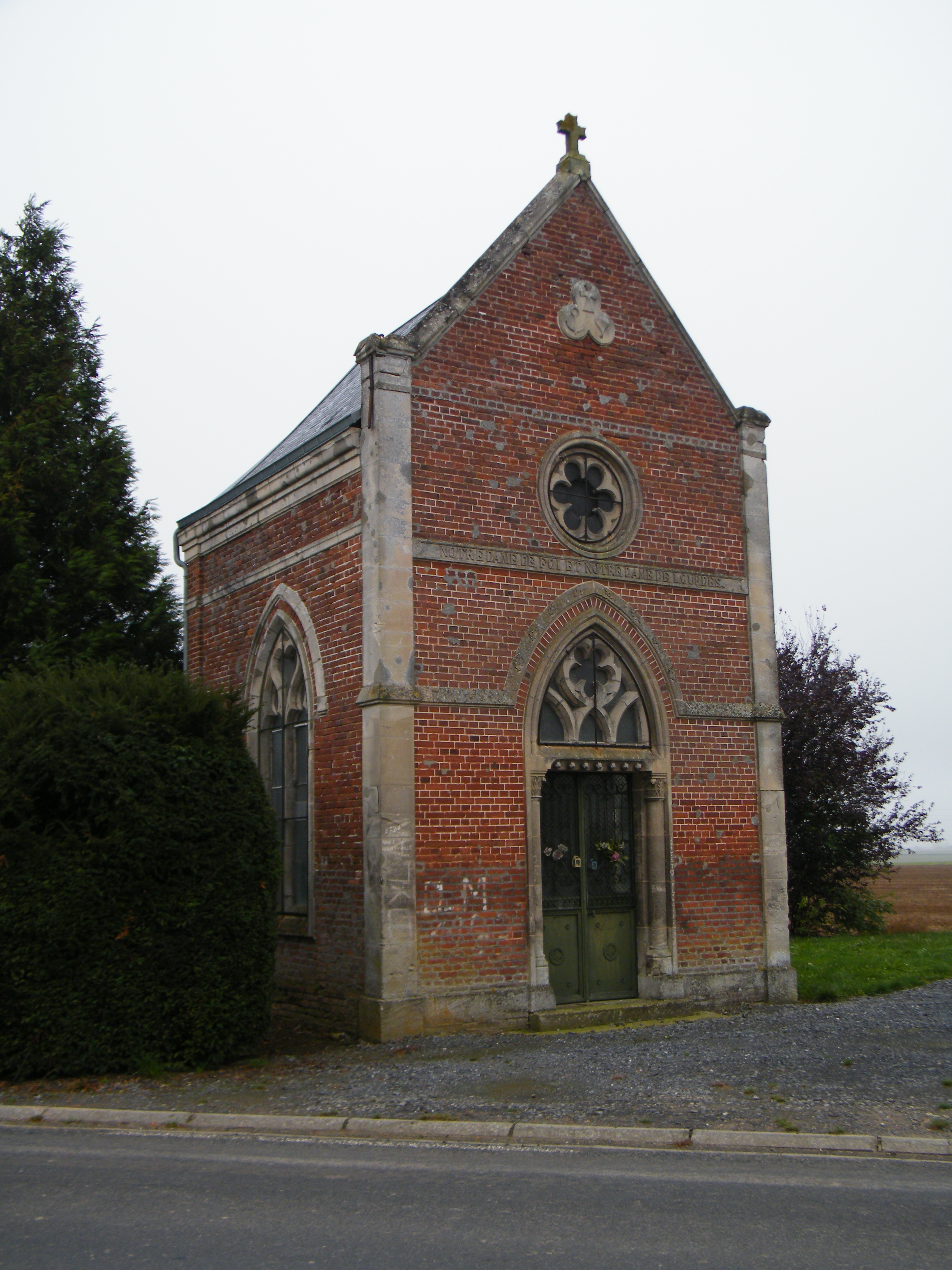

El 2007 la població de fet de Warvillers era de 121 persones. Hi havia 48 famílies de les quals 12 eren unipersonals (12 dones vivint soles i 12 dones vivint soles), 16 parelles sense fills, 16 parelles amb fills i 4 famílies monoparentals amb fills.
La població ha evolucionat segons el següent gràfic:
Habitants censats

### Habitatges
El 2007 hi havia 55 habitatges, 50 eren l'habitatge principal de la família, 1 era una segona residència i 4 estaven desocupats. Tots els 55 habitatges eren cases. Dels 50 habitatges principals, 43 estaven ocupats pels seus propietaris i 7 estaven llogats i ocupats pels llogaters; 1 tenia dues cambres, 8 en tenien tres, 16 en tenien quatre i 25 en tenien cinc o més. 45 habitatges disposaven pel capbaix d'una plaça de pàrquing. A 16 habitatges hi havia un automòbil i a 27 n'hi havia dos o més.

### Piràmide de població

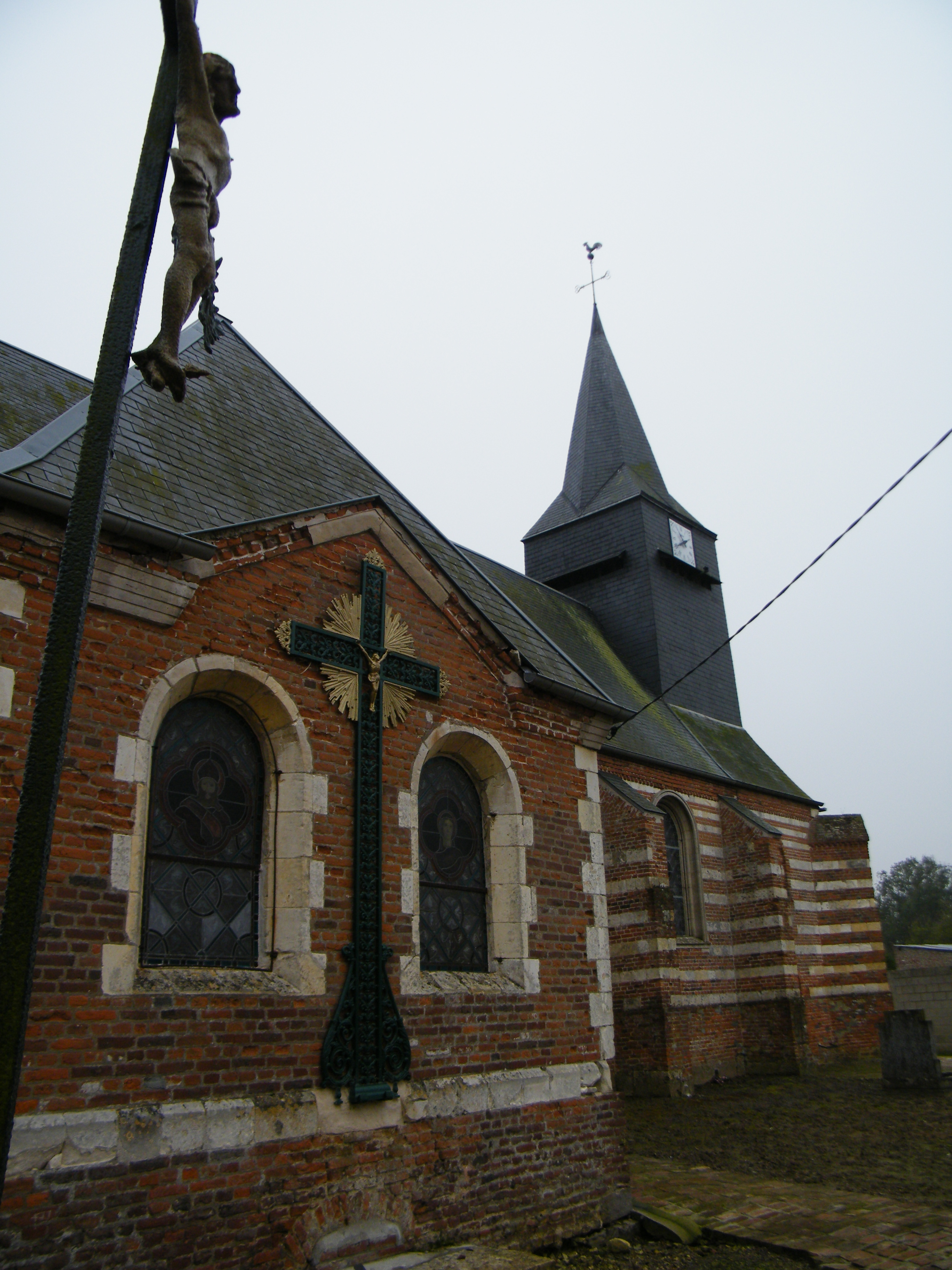

La piràmide de població per edats i sexe el 2009 era:
| Homes | Edats   | Dones |
| ----- | ------- | ----- |
| 0     | 95 o +  | 0     |
| 0     | 90 a 94 | 0     |
| 0     | 85 a 89 | 0     |
| 4     | 80 a 84 | 8     |
| 4     | 75 a 79 | 4     |
| 0     | 70 a 74 | 0     |
| 0     | 65 a 69 | 0     |
| 4     | 60 a 64 | 4     |
| 0     | 55 a 59 | 4     |
| 0     | 50 a 54 | 0     |
| 4     | 45 a 49 | 0     |
| 0     | 40 a 44 | 0     |
| 0     | 35 a 39 | 8     |
| 8     | 30 a 34 | 4     |
| 8     | 25 a 29 | 0     |
| 4     | 20 a 24 | 4     |
| 0     | 15 a 19 | 4     |
| 4     | 10 a 14 | 4     |
| 0     | 5 a 9   | 8     |
| 0     | 0 a 4   | 8     |

## Economia

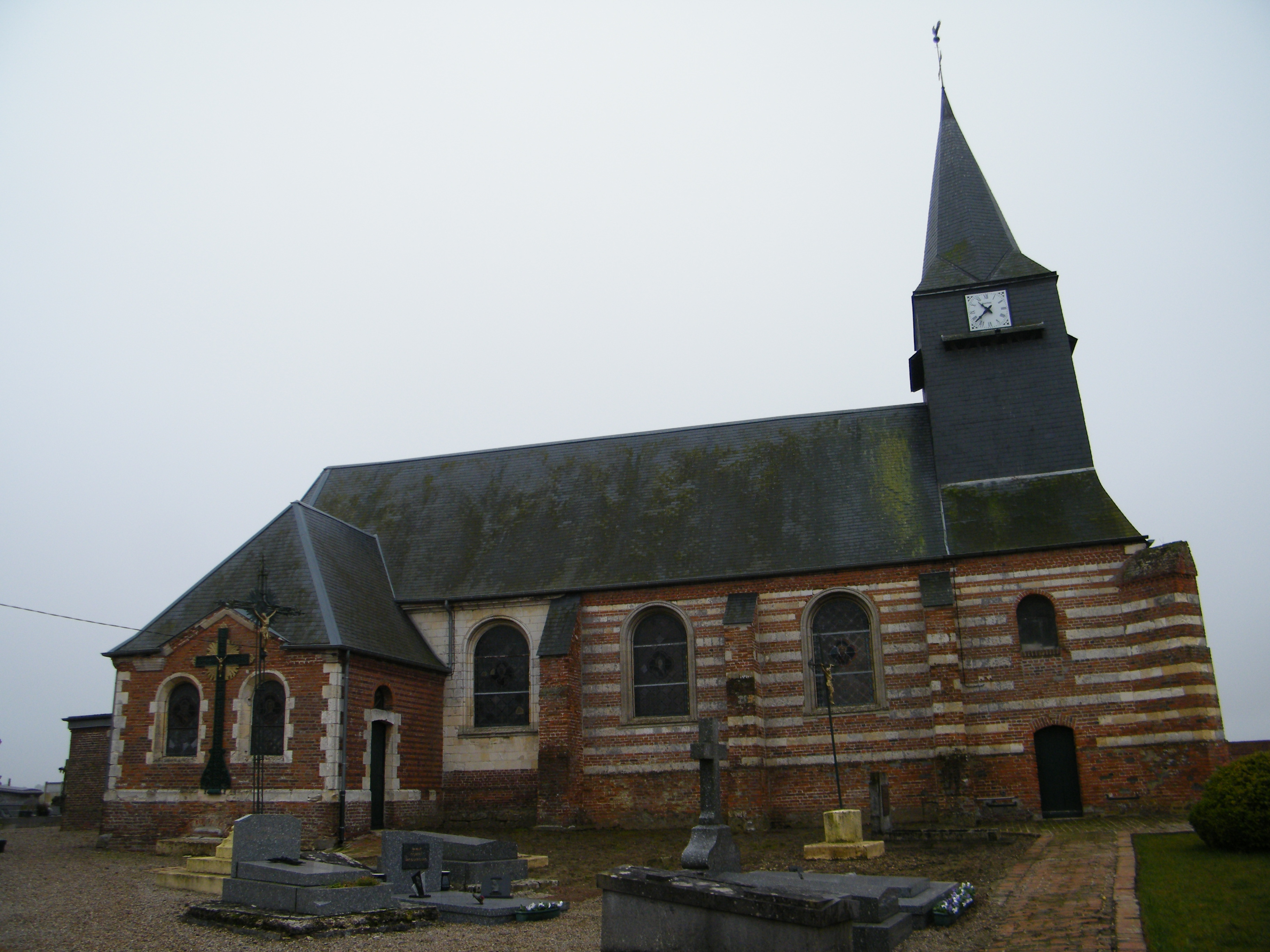

El 2007 la població en edat de treballar era de 76 persones, 60 eren actives i 16 eren inactives. De les 60 persones actives 57 estaven ocupades (33 homes i 24 dones) i 3 estaven aturades (1 home i 2 dones). De les 16 persones inactives 6 estaven jubilades, 1 estava estudiant i 9 estaven classificades com a «altres inactius».

### Ingressos
El 2009 a Warvillers hi havia 52 unitats fiscals que integraven 136,5 persones, la mediana anual d'ingressos fiscals per persona era de 16.999 €.

### Activitats econòmiques

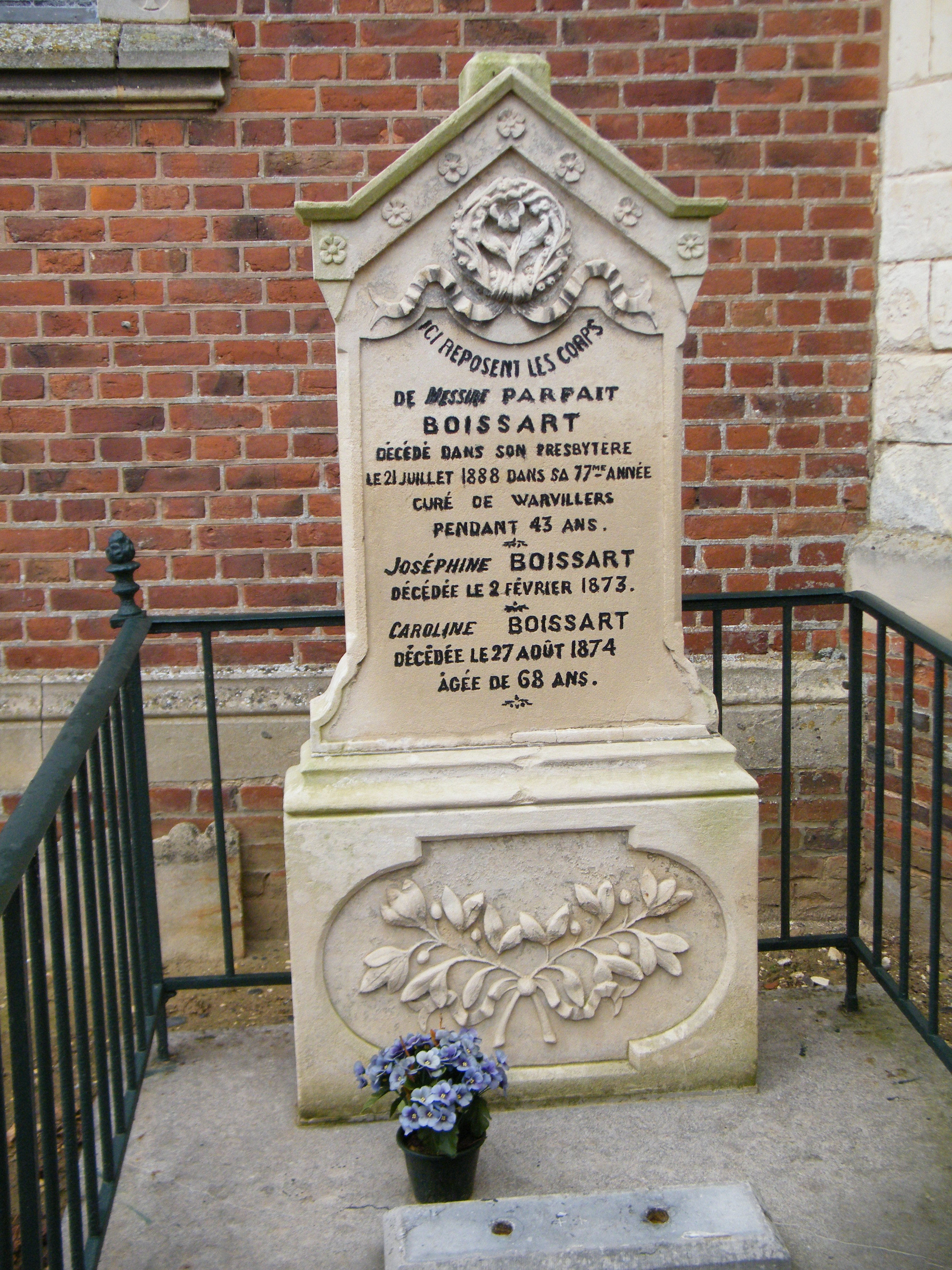

L'únic establiment que hi havia el 2007 era d'una entitat de l'administració pública.

## Poblacions més properes

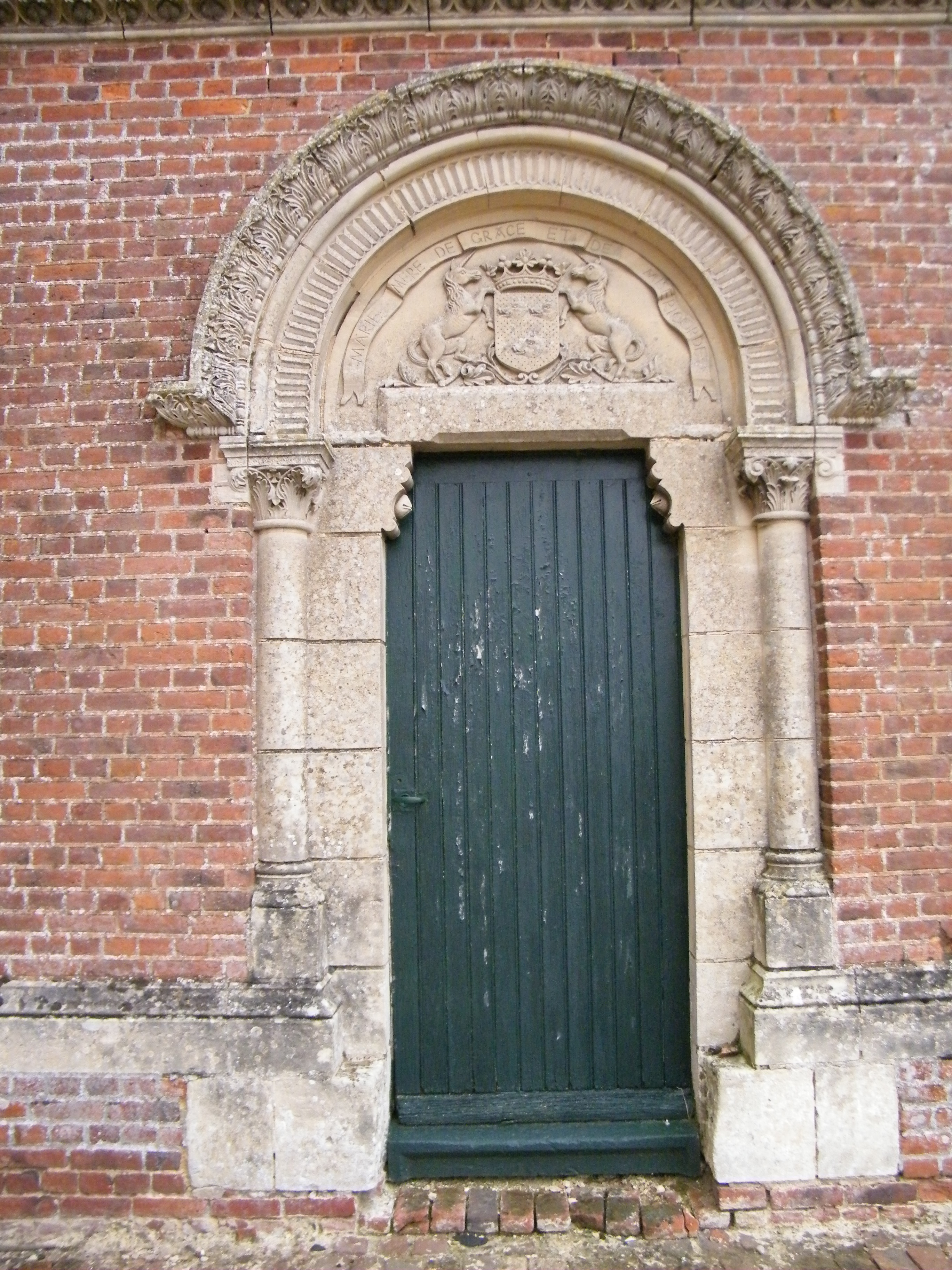

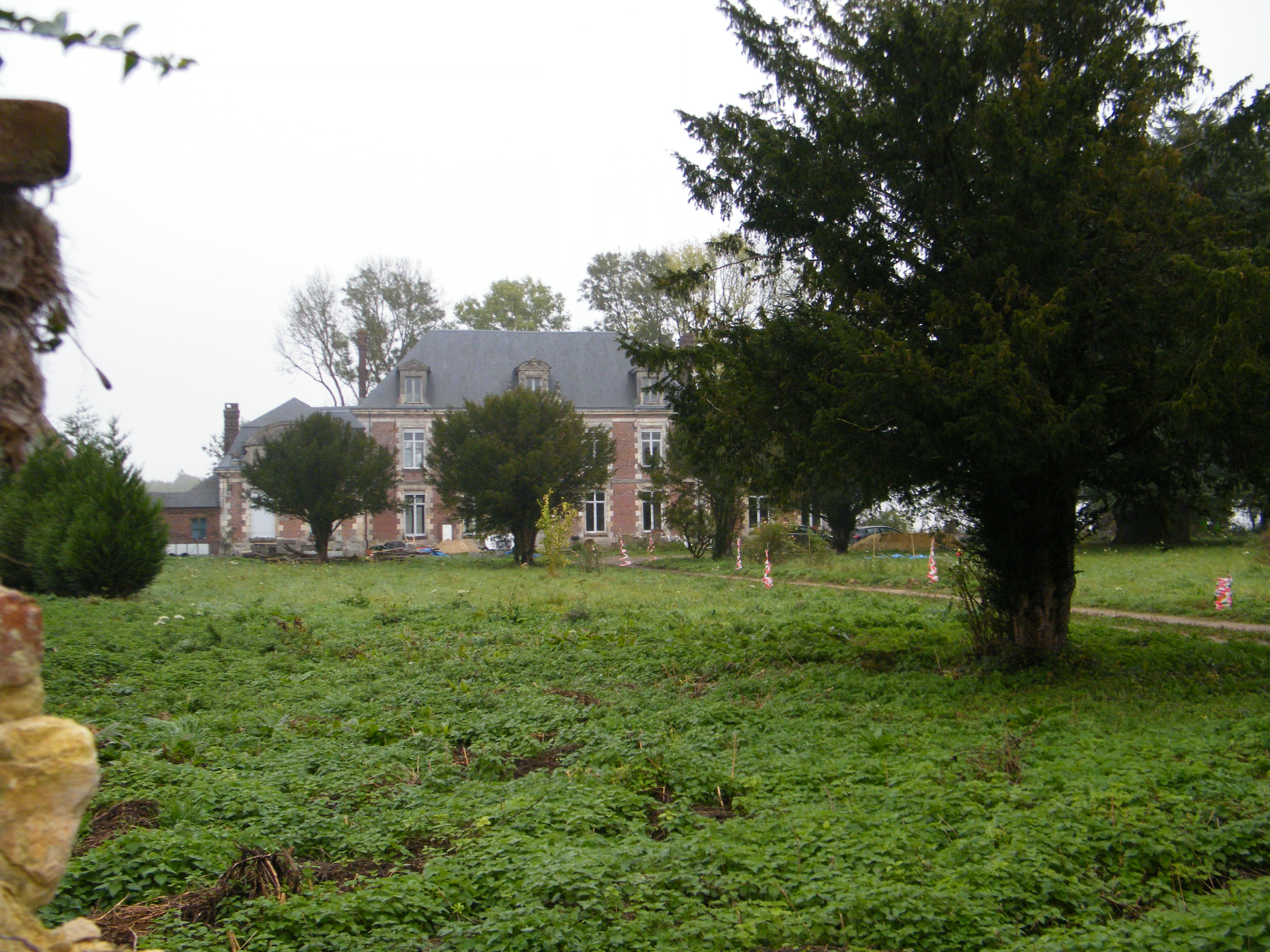

El següent diagrama mostra les poblacions més properes.